# Ugrin Emese
Ugrin Emese Katalin (Endrőd, 1954. április 28. –) magyar régész, művészettörténész, politikus, országgyűlési képviselő.
Kutatási területe a keresztény művészet ikonológiai hatása és a népvándorláskori ötvösművészet.

## Életpályája

### Iskolái
Általános és középiskolai tanulmányait Budapesten végezte el. 1972-ben érettségizett a Varga Katalin Gimnázium diákjaként; férfiszabó képzettséget szerzett. 1974–1980 között a Leuveni Katolikus Egyetem régészet-művészettörténész szakán tanult. 1989-ben a Kossuth Lajos Tudományegyetem Klasszika-filológia Tanszékén bölcsészdoktori címet szerzett.

### Pályafutása
1972–1974 között a Magyar Tudományos Akadémia Régészeti Intézetének segédkutatója volt. 1980–1985 között az esztergomi Keresztény Múzeum munkatársa volt. 1985–1990 között a Balassa Bálint Múzeumban dolgozott. 1991-től a Stratégiai Kutatóintézet igazgató-helyettese.

### Politikai pályafutása
1988–1989 között az MDF tagja volt. 1989–1990 között a KDNP főtitkára volt. 1989–1991 között a KDNP tagja volt. 1990–1991 között a Kulturális, tudományos, felsőoktatási, televízió, rádió és sajtó bizottság tagja volt. 1990–1994 között országgyűlési képviselő (1990–1991: KDNP; 1991–1992: FKGP; 1992–1993: 36-ok; 1993–1994: EKGP) volt. 1991–1992 között az FKGP tagja volt. 1991–1992 között az FKGP frakció vezetője volt. 1992–1994 között az Oktatási, ifjúsági és sport bizottság tagja volt. 1993-ban a Konzervatív Kisgazda és Polgári Párt elnökségi tagja volt, majd a Konzervatív Párt alelnöke volt.

## Családja
Szülei Ugrin József (1910–1993) országgyűlési képviselő és Katona Irén voltak.

## Művei
- Új állam- és demokráciaelmélet (Varga Csabával, 2007)